# 三輪嘉六
三輪 嘉六（みわ かろく、1938年（昭和13年）2月17日 - ）は、日本の考古学者。独立行政法人国立文化財機構九州国立博物館元館長。専門は考古学、文化財学。

## 経歴
岐阜県瑞浪市出身。日本大学文学部（現在の文理学部）史学科卒業後、学校教員を経て、奈良国立文化財研究所に勤務。東京国立文化財研究所修復技術部長、文化庁文化財鑑査官、日本大学文理学部史学科教授等を経て、2002年、九州国立博物館設立準備室長、2005年、九州国立博物館の初代館長（2015年まで）。文化財保存修復学会会長、日本考古学会評議員などを歴任。

## 編著
- 『日本の美術5 no.348 家形はにわ』（宮本長二郎共編）（至文堂、1995年）
- 『文化財科学の事典』（馬淵久夫・三浦定俊・杉下龍一郎・沢田正昭共編）（朝倉書店、2003年）
- 『文化財学の構想』（編集）（勉誠出版、2003年）